# اوسمار باربا
اوسمار باربا (بالإسبانية: Osmar Barba)‏ (5 يونيو 1988 بسانتونيا في إسبانيا - ) هو لاعب كرة قدم كوري جنوبي وإسباني في مركز الدفاع. لعب مع راسينغ سانتاندير ونادي بوريرام يونايتد ونادي سول ورايو كانتابريا ‏.

## روابط خارجية
- اوسمار باربا على موقع رابطة كرة القدم اليابانية للمحترفين (اليابانية)
- اوسمار باربا على موقع دوري كوريا الجنوبية (الإنجليزية)
- اوسمار باربا على موقع قاعدة بيانات كرة القدم.إي يو (الإنجليزية)
- اوسمار باربا على موقع Soccerway.com (الإنجليزية)
- اوسمار باربا على موقع عالم كرة القدم.نت (الإنجليزية)